# 王妃 (明武宗)
王妃（?—?），亦作宮女王氏，順天府（今北京市）人，明朝明武宗朱厚照之妃 （一說為宮女）。

## 生平
王氏的出生、入宮及去世時間均無考，《明武宗毅皇帝實錄》並沒有冊封王氏為妃的記載。收錄於毛奇齡 《西河文集》的《彤史拾遺記》稱王妃為順天人，「能詩、工筆札，以才色爲武宗所幸」，曾跟隨明武宗巡幸薊州温泉，明武宗命妃作詩，妃親手把詩寫下來。此詩後被刻於石上曰：「塞外風霜凍異常，水池何事暖如湯，溶溶一泒流今古（一作溶溶一派流今古 ），不爲人問洗冷腸」。錢謙益輯《列朝詩集》的內容大致相同，稱王妃為燕京人，「能詩工書」，以才華和姿色得到明武宗的寵幸，曾跟隨明武宗巡幸薊州湯泉，「題詩自書刻石」，今石刻尚存。該詩《題薊州湯泉》曰：「塞外風霜凍異常，水池何事曠如湯，溶溶一脈流今古，不爲人間洗冷腸」。
然而，其他史料對王氏跟隨明武宗巡幸薊州湯泉的記載有不同之處，例如蔣一葵撰《堯山堂外紀》記明武宗巡幸薊州湯泉時，「宮女王氏」隨行，明武宗題詩賜之云：「滄海隆冬也異常，氷池何自煖如湯，溶溶一脉流今古，不為人間洗冷腸」。趙吉士輯《寄園寄所寄》援引《堯山堂外紀》相關內容時，將「氷池」寫為「小池」。